# Brookside Village
Brookside Village es una ciudad ubicada en el condado de Brazoria en el estado estadounidense de Texas. En el Censo de 2010 tenía una población de 1523 habitantes y una densidad poblacional de 283,53 personas por km².

## Geografía
Brookside Village se encuentra ubicada en las coordenadas 29°35′27″N 95°19′5″O / 29.59083, -95.31806. Según la Oficina del Censo de los Estados Unidos, Brookside Village tiene una superficie total de 5.37 km², de la cual 5.37 km² corresponden a tierra firme y (0%) 0 km² es agua.

## Demografía
Según el censo de 2010, había 1523 personas residiendo en Brookside Village. La densidad de población era de 283,53 hab./km². De los 1523 habitantes, Brookside Village estaba compuesto por el 76.69% blancos, el 6.5% eran afroamericanos, el 0.72% eran amerindios, el 0.72% eran asiáticos, el 0% eran isleños del Pacífico, el 13.92% eran de otras razas y el 1.44% pertenecían a dos o más razas. Del total de la población el 39.79% eran hispanos o latinos de cualquier raza.